# Homokinetisches Gelenk
Ein homokinetisches Gelenk, auch Gleichlaufgelenk, ist ein Gelenk zur gleichmäßigen Winkelgeschwindigkeit- und Drehmomentübertragung von einer Welle auf eine winklig dazu angebrachte zweite Welle. Gleichlaufgelenke werden im Maschinenbau und an Antriebswellen im Automobilbau verwendet.

## Definition und Funktionsweise

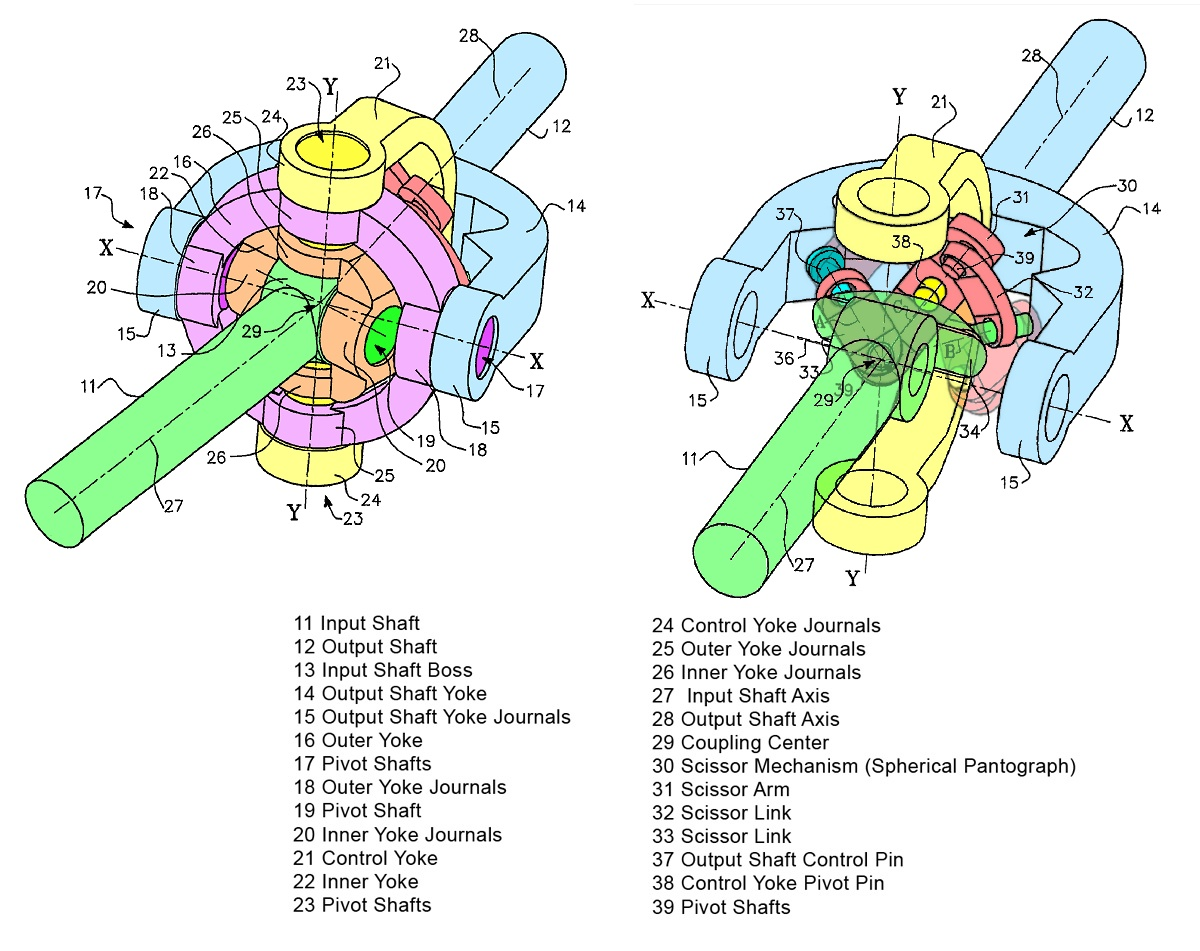
Patentzeichnung eines Doppelkreuzgelenks (Thompson-Gleichlaufgelenk, TCVJ)

Gleichlaufgelenke ermöglichen den Gleichlauf einer Welle (Gleichlaufgelenkwelle). Dies ist der Fall, wenn sich Antriebs- und Abtriebswelle bei allen Beugewinkeln mit derselben Winkelgeschwindigkeit bewegen und bei Beugung des Gelenks keine Längsverschiebung der Gelenkschnittpunkte auftritt. Exakter Gleichlauf wird durch Verwendung von zwei Gleichlaufgelenken je Welle erreicht. Einfache Kardanwellen zählen wegen des Kardanfehlers nicht zu den Gleichlaufgelenken, ebenso wenig wie Scharniergelenke.
Durch den Gleichlauf wird erreicht, dass keine Belastung der Lager, Schwankungen der Drehmomentübertragung oder Schwingungen aufgrund von Ungleichförmigkeit auftreten. Die technischen Grenzen für Wellen sind dadurch wesentlich weiter ausreizbar. Gleichlaufgelenkwellen können also mit relativ großer Drehzahl, bei großem Beugewinkel und hoher Krafteinwirkung (Drehmoment) genutzt werden, beispielsweise für die Kraftübertragung beim Frontantrieb von Fahrzeugen mit gelenkten Vorderachsen.
Kugelgleichlaufgelenke (z. B. Rzeppa-Gelenk) basieren auf dem Funktionsprinzip des Kegelradgetriebes, wobei die Zahnräder durch radial verschiebbare Zwischenglieder (Kugeln) ersetzt werden. Im Unterschied zum Kegelradgetriebe wird so eine Winkeländerung möglich. Einige Gelenke (z. B. Tripodegelenk und Tracta-Gelenk) haben lediglich gleichlaufähnliche Eigenschaften (quasihomokinetisch), weil bei Beugung eine gewisse Längsverschiebung der Gelenkschnittpunkte auftritt. Auch Doppelkreuzgelenke können zu den Gleichlaufgelenken gezählt werden, obwohl auf das Zwischenglied ungleichförmige Bewegungen einwirken und der Wirkungsgrad bei Beugung vergleichsweise gering ist.

## Arten
Es gibt eine große Anzahl möglicher Bauformen von Gleichlaufgelenken. Die bekanntesten werden im Folgenden nach unterschiedlichen Gesichtspunkten unterschieden.

### Kugelgleichlaufgelenk
Kugelgleichlaufgelenke sind echte Gleichlaufgelenke, sie erfüllen die Gleichlaufanforderungen also nicht nur annähernd, sondern vollständig. Der beim US-amerikanischen Hersteller Ford angestellte Ingenieur Alfred Hans Rzeppa erfand 1928 ein solches Gleichlaufgelenk mit in einem Käfig laufenden Kugeln. Es zeichnet sich durch großen Auslenkwinkel von bis zu 46 Grad, relativ einfache Fertigung und gute Lebensdauer aus. Vorwiegend haben die Gelenke 6 Kugeln, wobei zwei Kugeln das Drehmoment übertragen, und die anderen vier Kugeln in Verbindung mit dem Kugelkäfig zentrierend wirken, sodass die Kugeln stets in der Winkelhalbierenden gehalten werden. Der Kugelkäfig hat nicht nur zentrierende Funktion, sondern nimmt zusätzlich axiale Kräfte über die Krümmung der Kugelbahnen auf. Inzwischen wird das Rzeppa-Kugelgleichlaufgelenk in nahezu allen frontgetriebenen Autos eingebaut. Das Rzeppa-Gelenk ist ein Festgelenk, ein davon abgeleitetes Verschiebegelenk ist das GKN-Verschiebegelenk. Inzwischen wird auch die Vertriebsmarke Löbro (ursprünglich für Löhr und Bromkamp, Offenbach) für Gelenke der Dachmarke GKN verwendet.

Animation eines Gleichlaufgelenks nach Rzeppa
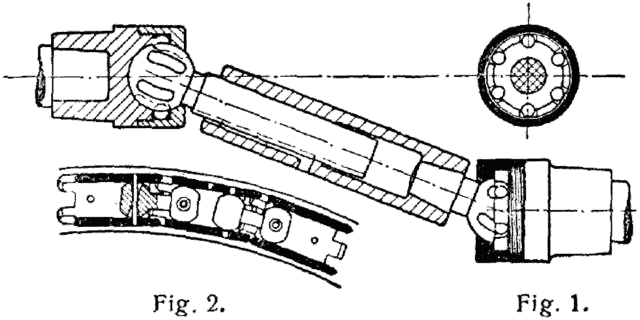
Gleichlaufgelenk mit Schubgelenk (Passverzahnung) zum Längsausgleich

Es gibt noch andere verbreitete Bauformen des Kugelgleichlaufgelenks: Das Löbro-Scheibengelenk ist ein Verschiebegelenk und hat ebenfalls sechs Kugeln, deren Laufbahnen sich im Unterschied zum Rzeppa-Gelenk aber kreuzen und dadurch selbst zentrieren. Der Kugelkäfig dient hier einer zusätzlichen Zentrierung, muss keine Axialkräfte aufnehmen und ist daher geringer belastet. Diese Bauform eignet sich für besonders große Drehzahlen. Das Bendix-Weiß-Gelenk mit vier Kugeln hat ebenfalls sich kreuzende Kugellaufrillen. Dieses Gelenk gibt es sowohl als Festgelenk (bis 35 Grad Beugung) als auch als Verschiebegelenk (bis 18 Grad Beugung und 15 mm Verschiebung). Sehr ähnlich ist das Hyperboloid-Strahl-Gelenk.

### Tripodegelenk
Das Tripodegelenk enthält zwischen dem inneren (Zapfenstern) und dem äußeren (Glocke) Teil drei bombierte Rollen. Sie sind wegen der bei Beugung auftretenden Achsmittenverlagerung quasihomokinetisch und haben eine federnde, axial wirkende Ausgleichsvorrichtung. Sie können als Festgelenk mit bis zu 45 Grad ausgeführt sein, oder als Verschiebegelenk mit bis zu 22 Grad bei bis zu 35 mm Verschiebeweg.

### Tracta-Gelenk

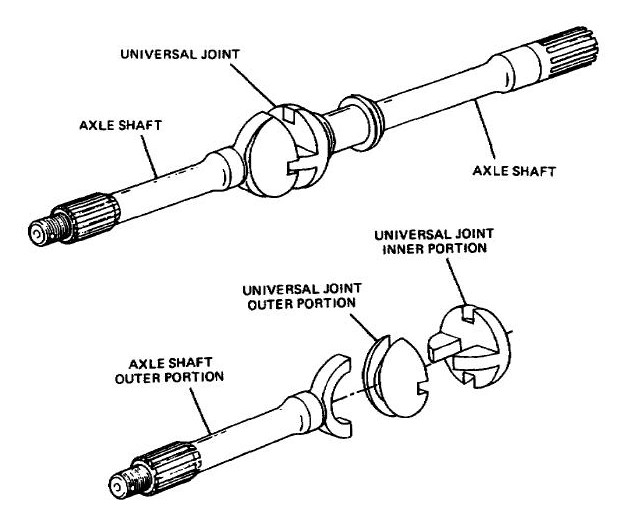
Gleichlaufgelenk Bauart Tracta

Tracta-Gelenk – verwendet ab 1927 bei Tracta selbst und später in Lizenz von DKW, Adler und dem Zulieferer Bendix in den USA. Es bereitete seinerzeit dem Frontantrieb den Weg in die Serienproduktion. Das Tracta-Gelenk ist ein Festgelenk und besteht aus Gabeln auf den Wellenenden und zwei auf ihnen gleitenden Zwischenstücken. Der Beugewinkel beträgt bis zu 40 Grad. Aufgrund der Gleitreibung hat es ähnliche Eigenschaften wie Scharniergelenke, ist jedoch zumindest quasihomokinetisch. Während des Zweiten Weltkrieges fand es sich in allradgetriebenen Geländefahrzeugen, wie etwa dem Jeep.

### Festgelenke und Verschiebegelenke
Bei den meisten Radantrieben muss beim Einfedern des Rades die Längenänderung der Antriebswelle ausgeglichen werden. Dafür sind Gelenke erforderlich, die eine entsprechende Längsverschiebung zulassen. Diese Art von Gelenken wird getriebeseitig bei Fahrzeugen mit Frontantrieb und allgemein bei Fahrzeugen mit Heckantrieb verwendet. Sie ermöglichen Winkelauslenkungen bis etwa 20 Grad und Verschiebungen bis zu 30 mm. Gelenke, die keine solche Verschiebung zulassen, werden als Festgelenke bezeichnet.
Der Frontantrieb kann auch mit zwei Festgelenken ausgestattet werden, welche mit einer separaten Verschiebeeinheit verbunden sind. Hiermit können auch differentialseitig Beugewinkel von 35° und mehr erreicht werden. Insbesondere bei Fronttrieblern mit quer eingebauten Motoren bietet sich diese Variante an, da bei einem außermittig eingebauten Differential die Antriebswellen ungleich lang sind. Zum Antrieb der Hinterräder können prinzipiell die gleichen Bauweisen verwendet werden. Für heckangetriebene Sportwagen und Fahrzeuge der Oberklasse werden bevorzugt Gleichlaufwellen eingesetzt, die sowohl rad- als auch differentialseitig jeweils ein Kugelverschiebegelenk der sogenannten Bauart VL (Verschiebegelenk Löbro) besitzen. Bei diesen Gelenken kann durch eine spezielle Auslegung und Verbauung das Verdrehspiel wesentlich eingeschränkt werden.

### Innengelenke und Außengelenke
Als Innengelenke werden im Automobilbau die getriebeseitig angeordneten Gelenke bezeichnet, während Außengelenke die radseitig angeordneten Gelenke sind. Im Allgemeinen werden Innengelenke als Verschiebegelenke und radseitige Gelenke als Festgelenke ausgeführt, siehe Antriebswelle.

## Wartung

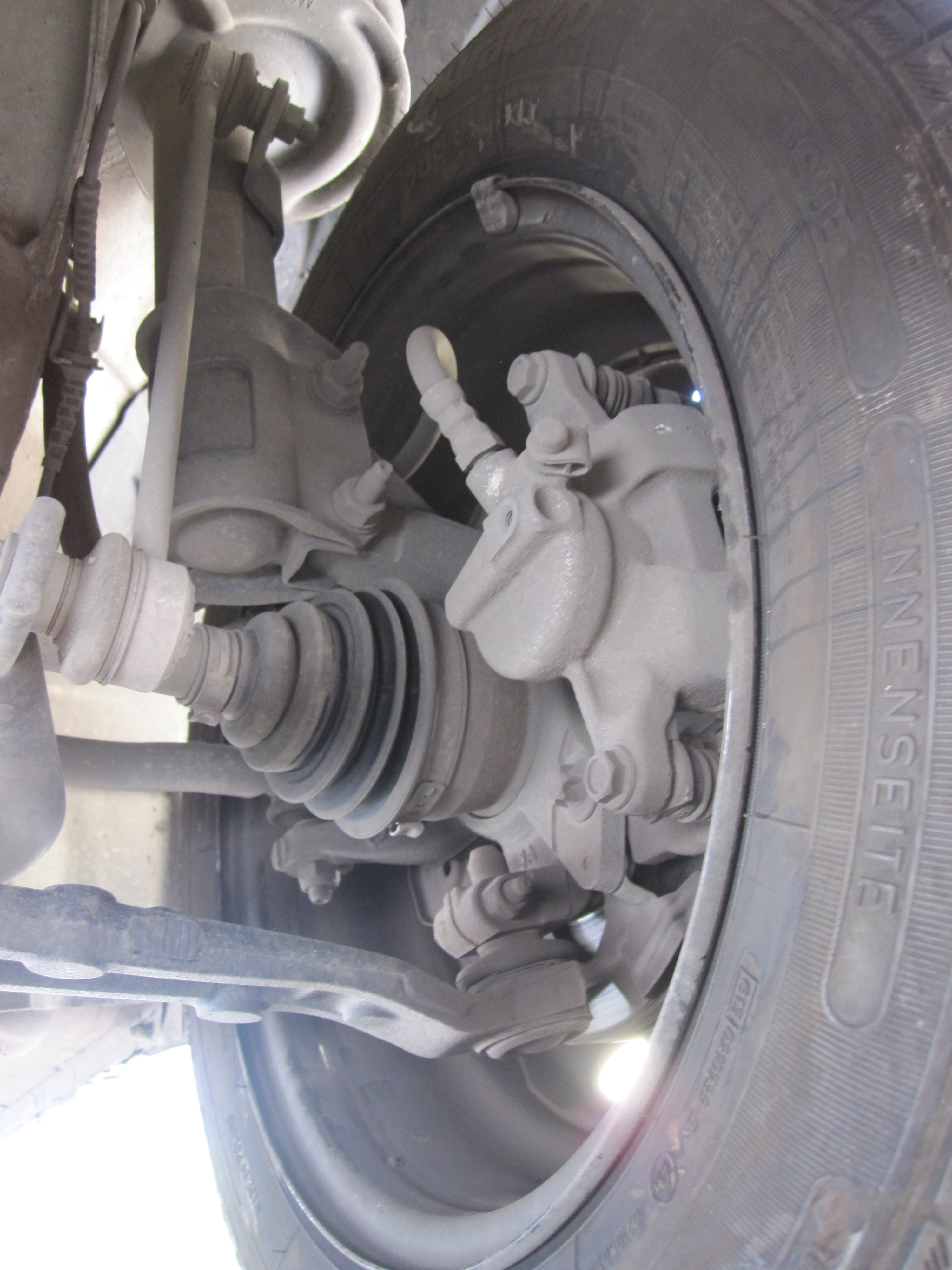
Gleichlaufgelenk einer Antriebswelle mit Achsmanschette

Gleichlaufgelenke müssen durch eine Fettpackung geschmiert werden, weshalb sie in der Regel mit einer Achsmanschette (Gummi oder TPE-Material) gegen Verschmutzung gekapselt werden. Diese ist gewöhnlich einteilig ausgeführt und wird zur Montage über die Welle gestülpt, weshalb die Welle zu diesem Zweck von dem angetriebenen Element (z. B. dem Kfz-Vorderrad) abgebaut werden muss.